# Acacia jennerae
Acacia jennerae é uma espécie de leguminosa do gênero Acacia, pertencente à família Fabaceae.